# Білодуб Сава Микитович
Са́ва Мики́тович Білоду́б (12 січня 1888, с. Мала Салтанівка Васильківський повіт Київська губернія, Російська імперія — 1952, с. Смардзевиці, Лодзинське воєводство, Польща) — український військовик, підполковник Армії УНР.
Відповідно до українського законодавства є борцем за незалежність України у XX столітті.

## Життєпис
Походив із селян с. Мала Салтанівка Васильківського повіту Київської губернії (нині Фастівського району Київської області).

### На службі РІА
Покликаний до армії у 1909 році, служив рядовим Івангородської фортечної артилерії. У 1914 році закінчив школу підпрапорщиків при Івангородській фортеці. Служив у 4-му Івангородському фортечному осадному полку. 6 серпня 1915 року був підвищений до звання прапорщика. З 3 березня 1917 року служив у 38-му польовому важкому гарматному дивізіоні. Останнє звання у російській армії — поручик.

### На службі Української Держави
З 10 березня по 1 травня 1918 року навчався в Інструкторській школі старшин. Служив у 7-й легкій гарматній бригаді Армії Української Держави.

### На службі УНР
З 18 листопада 1918 року — командир 1-ї батареї 1-го гарматного полку Окремого Чорноморського Коша військ Директорії. З 1 лютого 1919 року — командир 12-ї батареї Січових Стрільців (колишня 1-а Чорноморська батарея) Дієвої армії УНР. У квітні — травні 1919 року батарея входила до складу військ Східного фронту Дієвої армії УНР, відступила до Румунії, де була роззброєна. Після повернення з Румунії кадри батареї було влито до Гарматної бригади Січових стрільців Дієвої армії УНР.
16 грудня 1919 — 15 березня 1920 року був інтернований польською владою у Луцьку. Згодом служив у 1-му гарматному полку 6-ї стрілецької дивізії. З 26 березня 1920 року — командир 3-ї батареї Вишкільного гарматного полку Дієвої армії УНР. З 3 квітня 1920 року — на посаді молодшого старшини 16-го гарматного куреня. З 23 вересня 1920 року — командир 3-ї батареї 17-го гарматного куреня 6-ї Січової дивізії Армії УНР. З 7 листопада 1920 р. — командир 3-ї батареї 16-го гарматного куреня 6-ї Січової дивізії Армії УНР.
У 1929 році закінчив лісовий відділ Української господарської академії у Подєбрадах.
Помер у 1952 році на еміграції в Польщі. Похований в селі Смардзевиці, Лодзинського воєводства, Польща.